# SJ Rc
SJ Rc 기관차는 스웨덴에서 사용되는 기관차이다. 스웨덴 전기 기관차 중 최초로 사이리스터 제어를 사용한다. SJ가 분할된 이후 SJ AB, 그린 카고, SSRT로 소유자가 나뉘었다. 1962년 생산된 Rb 기관차를 기초로 하며, Rb 기관차는 Rc 기관차의 시제품이다. R은 4축 전기 기관차를 뜻하며, c는 세 번째 모델을 뜻한다. 최대 3중련까지 가능하며, Rm 기관차와 중련 운행을 할 수 있다. 철광석 열차를 견인할 때만 3중련으로 운행하며, 이 경우에는 Rm+Rc+Rm이 중련으로 운행한다. 이를 제외한 대부분의 화물 열차는 중량이 무겁지 않으며, 일부 선구에는 3중련 기관차가 운행할 전력을 공급할 수 없으므로 단일 및 2중련으로 운행한다.
현재 스웨덴에서 가장 많은 기관차이며, 여객 및 화물 영업이 다 가능하다. 전동차가 도입되면서부터 Rc 기관차 견인 여객 열차는 점점 줄어들고 있다.

## 종류
Rm 기관차를 제외하면 총 7종류의 파생형이 생산되었으며, 현재 남아 있는 파생형은 5종류이다. 각각 파생형은 서로 다른 파생형으로 변환되기도 했다.

### Rc1

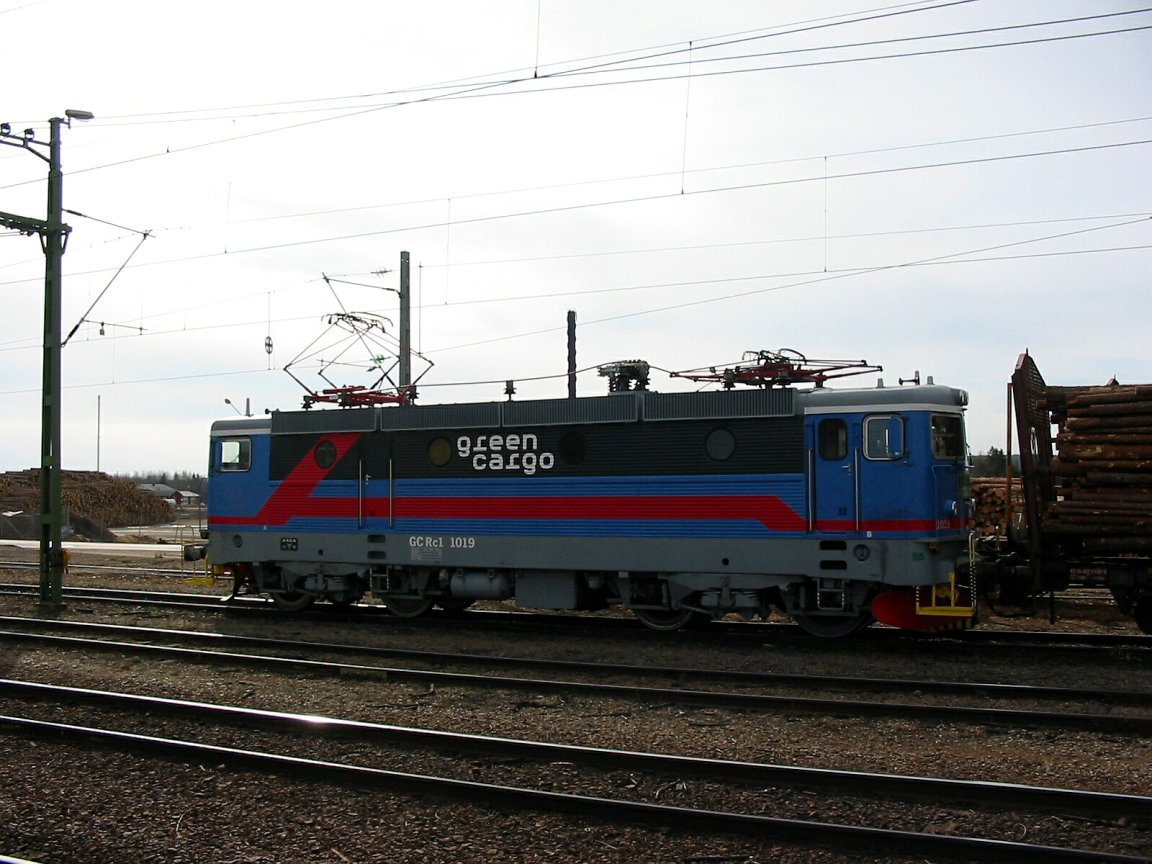
그린 카고 소유 Rc1

1967년에 최초로 생산된 기관차로, 후속작 Rc2가 생산되기 전까지는 Rc로 불렸다. 20량 생산되었으며 현재 17량 남아 있다. 처음에는 급행 열차에 사용했으나 이후에 화물도 견인하기 시작했다. 1990년대 초반 SJ에서는 Rc1 기관차를 폐차하거나 개조할지 고민했으며, 이후 많은 Rc1을 개조하였다. 급기 시스템, 라디오 제어, 신도색이 적용되었다. Rc1에 새로 설치된 송풍구는 Rc2, 3, 4와는 달리 기관차 상단부 경계면에 설치되었다. 이 시기의 Rc1은 대형 조차장에서 입환용으로 사용하였다. 1위축을 나타내기 위하여 도색에 줄무늬가 그려져 있다. 2001년 모든 Rc1은 그린 카고로 넘어갔으며, 입환용 및 가끔 본선 운행용으로 사용한다.

### Rc2

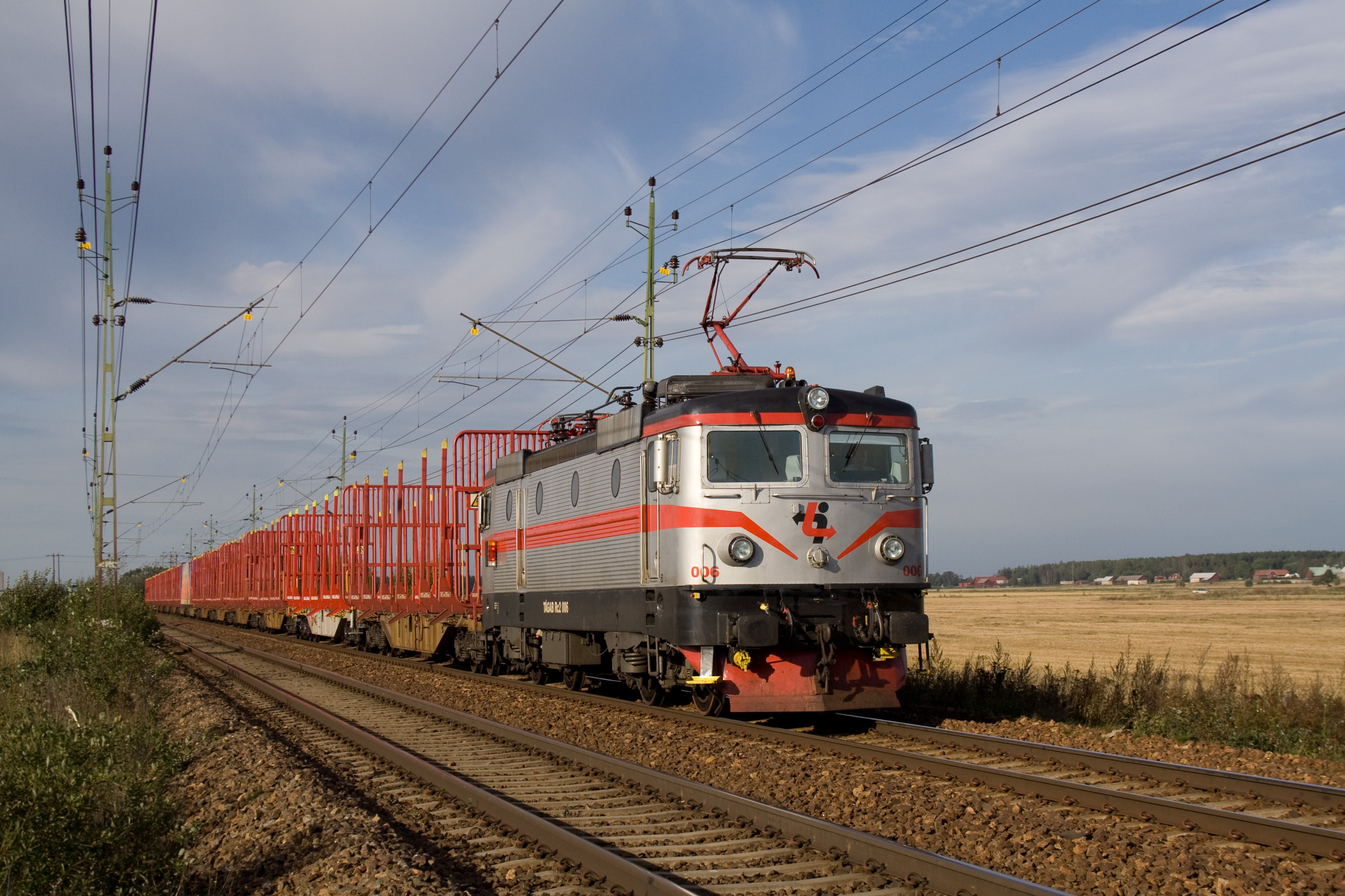
과거 오스트리아에서 사용했던 Rc2 기관차. 현재는 스웨덴에서 사용 중이다.

Rc2 기관차는 Rc1 기관차의 개선형으로, 1969년부터 1975년까지 생산되었다. 처음부터 화물 및 여객 모두에 사용되었다. SJ 분할 이후 모두 그린 카고로 넘어갔으며, 화물 열차에만 사용된다. 100량 생산되었으며, 이 중 30량은 기어비를 고쳐 Rc3으로 개조되었다.

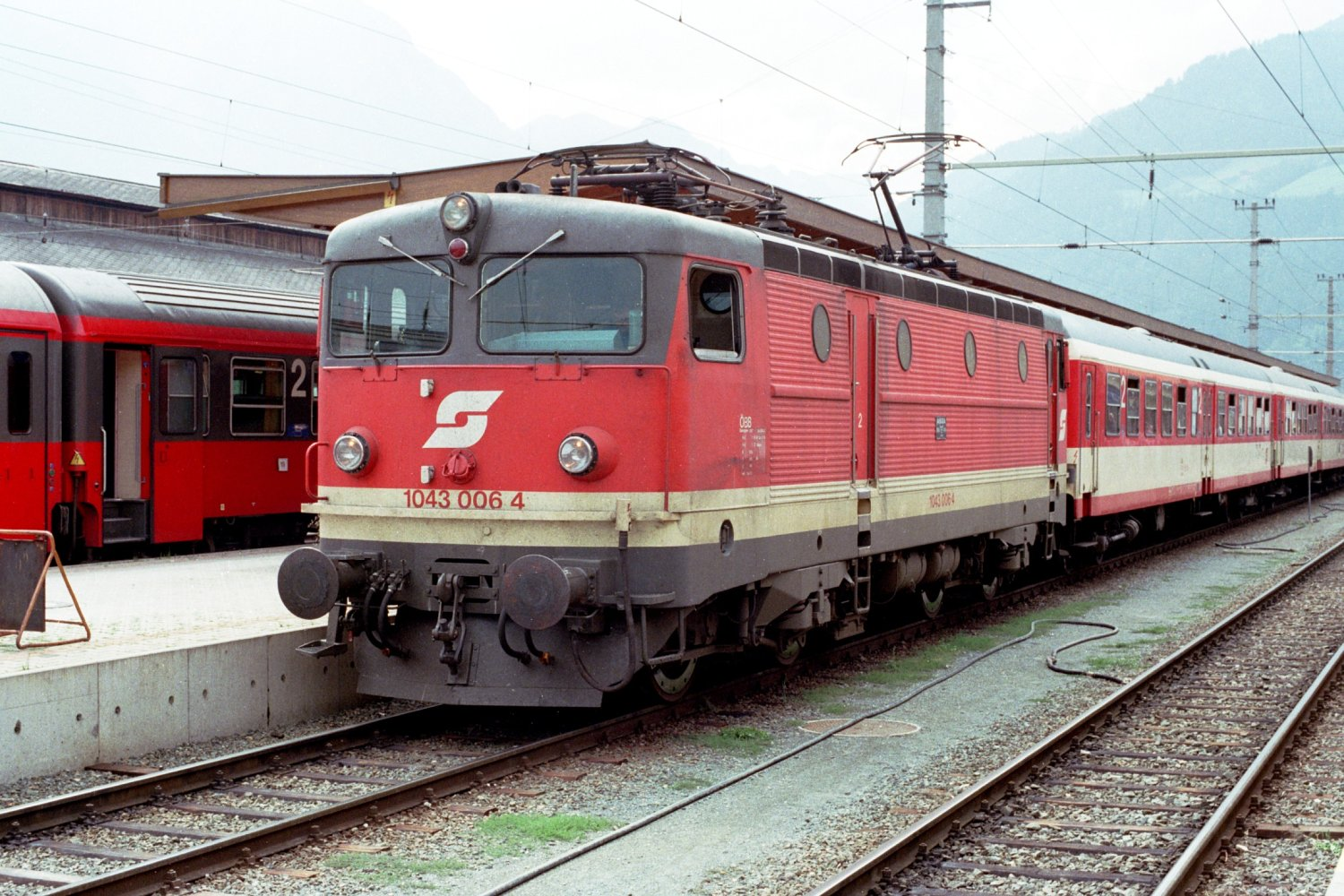
오스트리아에서 사용했던 1043 기관차

오스트리아 철도에서 1970년 Rc2 1049 기관차를 대여하여 자국에서 시험 운행을 하였다. 운행 결과는 성공적이었으며, Rc2 기반 기관차 10량을 구입하였다. 오스트리아로 수출된 Rc2 기관차는 스웨덴 내수용과는 집전 장치 및 전조등 개수, 제동 장치가 다르다. 이후 이 기관차는 1043호로 불렸다. 1043 005 기관차는 사고로 파손된 후 부품 예비용 기관차로 활용하였다. 2001년 남아 있는 9량을 스웨덴 토가브에서 구입하였고, 토가브 및 반베르케트에서 사용하고 있다. 2008년 한 기관차가 화재로 전소되었고, 이후 처리를 어떻게 할지는 알려져 있지 않다.
그린 카고 소유 Rc2 80량은 재생 작업 이후 Rd2로 이름을 변경할 예정이다. 무선 제어 및 중련 운행, ERTMS 대비가 추가될 예정이다.

### Rc3

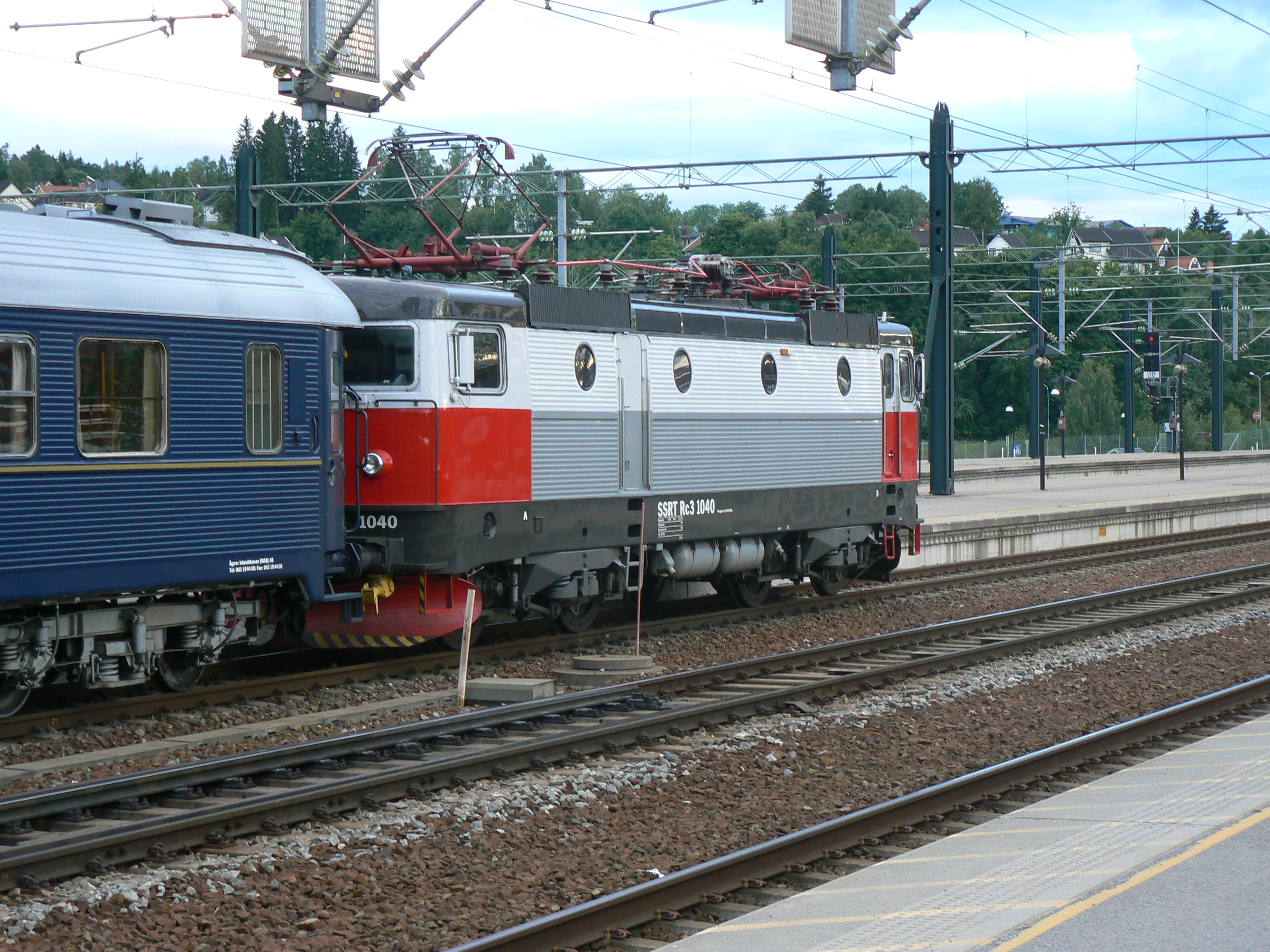
노르웨이 릴레스트룀에 있는 Rc3 기관차

Rc2 기관차와 대부분 사양은 동일하며, 기계비를 개조하여 최고 속도는 시속 160km이다. 초기 생산량은 10량이며, 이후 일부 Rc2를 개조하였다. 2001년 SJ 분할 이후에 전량 SJ AB로 넘어갔으며, 일부 Rc3 차량은 그린 카고에서 우편 열차용으로 매입하였다. 이후 SJ에서 전동차를 대량으로 도입하면서 Rc3 기관차가 남게 되었다. 남는 Rc3 기관차는 소규모 철도 회사에 대여하였고, 이들 회사에서는 화물 영업에 Rc3 기관차를 사용하고 있다.

### Rc4
1975년부터 130량 생산되었고, 현재 128량 사용 중이다. Rc4 1322 기관차는 최고 속도 160km/h로 증속되었고, Rc4P로 이름이 변경되어 우편 열차로 사용하고 있다. SJ 분할 이후 Rc4 기관차는 그린 카고로 넘어갔으며, 스웨덴과 노르웨이에서 사용하고 있다.
Rc4 1166 기관차는 1976, 1977년 암트랙에 대여하였으며, 이때 X995호로 개번되었었다. 이후 EMD 측에서 라이선스 생산을 한 EMD AEM-7 기관차를 도입하였다. NJT, MARC, SEPTA 등에 1997년까지 수출되었으며, 베스테로스에서 생산하였다. AEM-7의 개량형 ALP-44가 이후 도입되었고, 유도 전동기를 사용한 ALE-45가 개발되고 있었다. 1980년대 후반 BBC와의 합병으로 인하여 기관차 사업이 재배치되면서 미국 수출 기회를 잃었다.
노르웨이에서는 Rc4 1137 기관차를 시험 운행하였으며, 이후 Rc4를 기반으로 한 El 16 기관차를 도입하였다. 전두부 형상, 저항제동, 주 전동기가 달라졌다. 모든 Rc4 기관차는 파란색으로 도색되어 있으나, Rc4 1290 기관차는 스웨덴 철도 150주년 기념으로 주황색으로 도색되어 있다. 철광석 열차 견인용으로 Rm 기관차가 일부 생산되었다.
일부 Rc4 기관차는 이란으로 수출되었고, 견인력 310kN/영업 최고 속도 100km/h로 조정되었다. 이란의 전차선 전압에 맞는 교류 25kV 50Hz를 지원한다. 총 수출 물량은 8량이고, 이후 추가 수출은 이루어지지 않았다.
한편 1166호기는 스웨덴 귀국 후 화물철도 회사 그린 카고에서 운행되다가, 2025년에 암트랙 시절 도색으로 재도색되었다.

### Rc5
Rc5가 개발되면서 기술적으로 많은 차이가 났다. 지붕 경계선을 따라 송풍구가 설치되었고, 최고 속도는 시속 135km이었으며 화물 및 여객 둘 다에 사용되었다. 60량 생산되었으며, 이후 모든 Rc5 기관차는 기어비 개조를 통해 Rc6으로 개조되었다. 1995년 11월 마지막 Rc5가 개조되었다. Rc5 1377 기관차는 이후 도입할 X2 열차의 도색을 시험적으로 적용하였다. 이후에는 한 쪽은 파란색, 한 쪽은 검은색에 파란 줄무늬로 도색하였고, 이는 이후 사용할 파란 도색의 시범 적용이었다. 이후 다른 기관차와 비슷한 도색이 적용되었다.

### Rc6

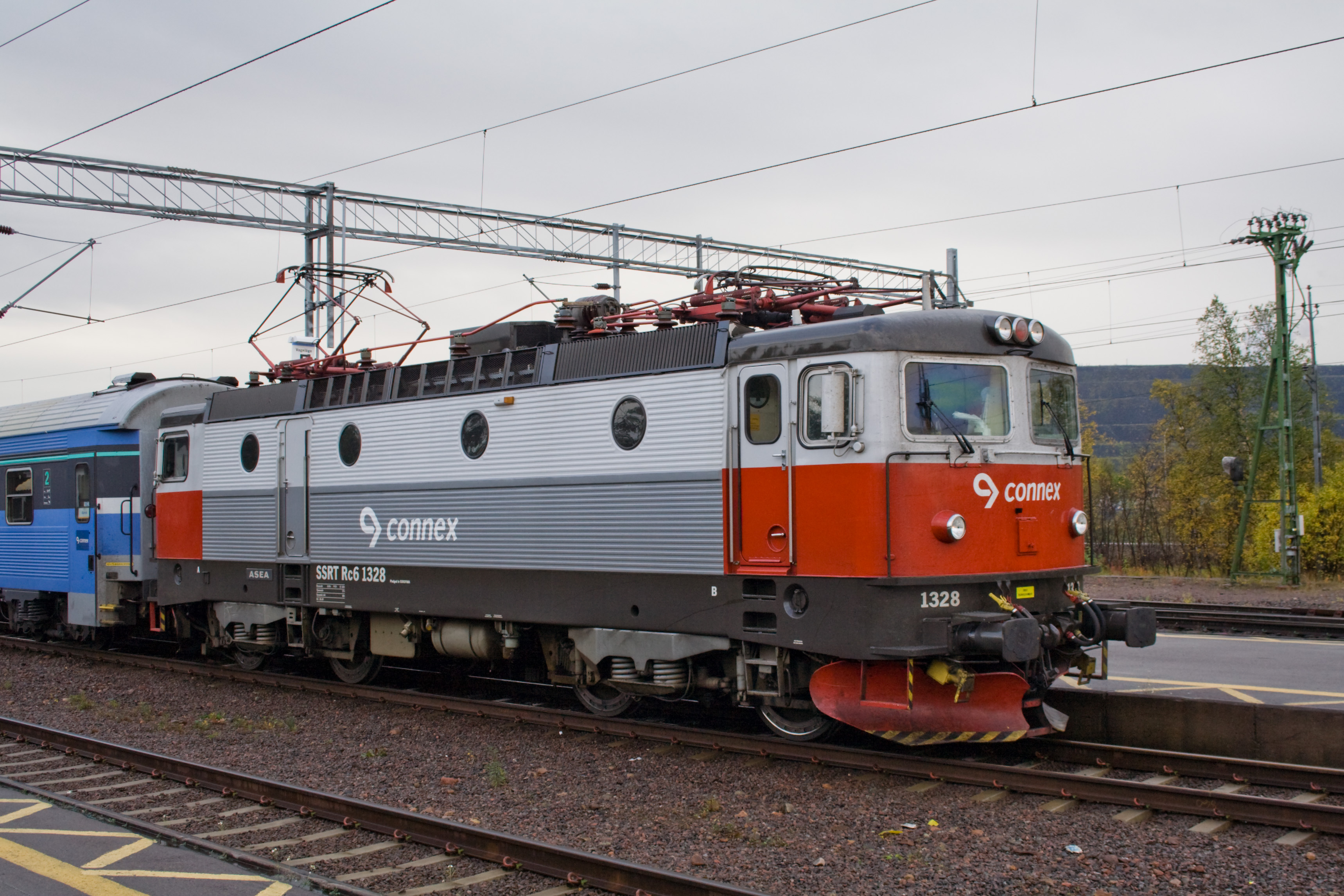
반베르케트 소유, 코넥스에 대여된 Rc6 기관차

Rc5 기관차를 기반으로 하며, Rc6으로 생산된 40량과 Rc5에서 개조된 60량을 합해 총 100량이 생산되었다. 대부분 SJ AB에서 소유하고 있으나, 일부는 SSRT가 소유하고 다른 철도 회사에 대여하였다. 일부 Rc6 기관차는 제어 객차 사용이 가능하도록 개조되어 Rc6U라는 이름이 붙었다.

### Rc7

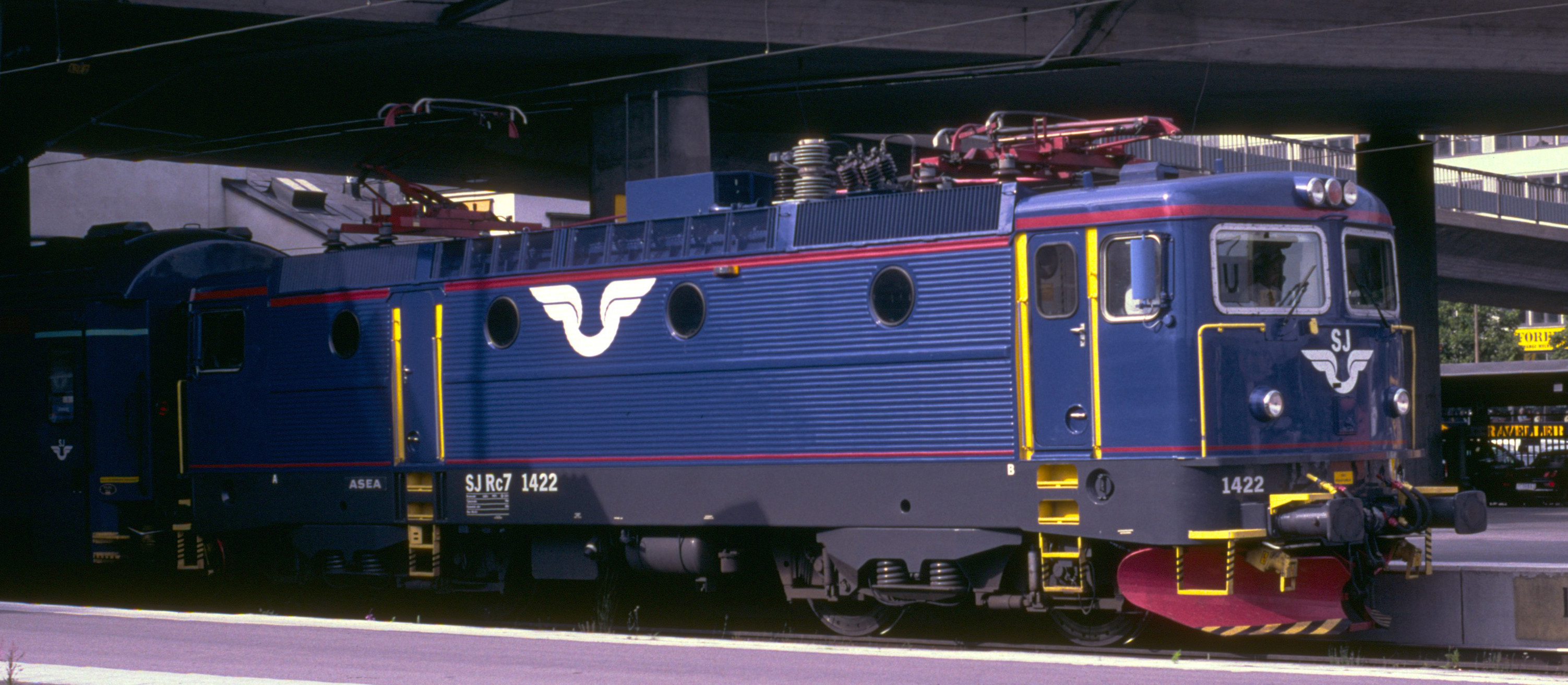
스톡홀름에 있는 Rc7 기관차

잠깐 동안 사용되었던 파생형으로, Rc6 기반이다. X2000과 비슷한 고속 서비스를 제공하기 위해서 Rc6 기관차 중 5량(1418-1422)을 어두운 파란 도색으로 다시 칠하고, 1421, 1422 기관차는 시속 180km으로 증속하였다. 이후 시속 160km 이상으로 운행하는 열차에는 자기제동이 추가되어야 한다는 규정이 신설되면서, Rc7 기관차의 대차를 개조하는 데는 너무 많은 비용이 들어갔기 때문에 다시 Rc6으로 개조되었다. Rc7 시절의 도색은 그대로 유지되어 있다.

### Rm
Rc4 기관차의 변종 Rm 기관차는 1977년 6량 생산되었다. Rc 기관차보다 살짝 무겁고 철광석 열차를 견인한다. 현재 스웨덴 남부에서 고중량 화물 열차를 견인하고 있다. 철광석 열차를 견인할 때는 소련제 SA3 자동 연결기를 사용하였으나, 현재는 모두 Rc 기관차에 사용되는 일반 연결기로 개조되었다.

### Rz
Rc/Rm 기관차는 직류 전동기를 사용하였다. Rc 기관차가 영업 운행에 투입된 1960년대 말에 철도 차량용 교류 유도 전동기가 개발되었다. 교류 유도 전동기에는 브러시가 없기 때문에 직류 전동기나 교류 전동기에 비하여 관리하기 쉬웠다. 교류 유도 전동기는 3상 교류 전력을 제어하기 위한 장치가 필요했으며, 반도체 기술의 발전으로 직류 전원을 3상 교류 전원으로 쉽게 변압할 수 있었다.
ASEA는 1980년대 초반에 교류 유도 전동기를 사용한 기관차를 개발하기 시작하였고, 기존의 Rc 기관차를 기반으로 한 Rz 기관차를 개발하였다. 시운전 동안 발생하였던 문제가 많았고, SJ는 Rz 기관차를 구매하지 않았다. 1988년 ASEA와 BBC가 합병하면서, BBC는 이미 교류 유도 전동기 기관차를 개발하였기 때문에 ASEA의 교류 유도 전동기 기관차 개발은 중단되었다. Rz 개발 과정에서 익힌 교류 유도 전동기 기술은 이후 X2 개발에 사용된다.
남아 있는 1량의 Rz 기관차는 토가브가 소유하고 있으며, 크리스티네함에 부품만 사용 가능한 상태로 보존되어 있다. 이 기관차의 상태는 알려져 있지 않으며, 파손된 Rc 기관차의 전장품을 재활용하여 Rc2 기준으로 복원할 가능성이 있다.

## 도색
원 도색은 Ra, Rb 기관차를 닮은 주황색 배경에 흰 줄무늬였다. 1980년 후반 SJ에서는 파란색을 주 색으로 한 새 도색을 적용하였다. 이와 함께 갈색으로 칠해져 있었던 객차들도 기관차와 비슷한 색으로 칠해졌다. 객차에 흙먼지가 튀어도 갈색 배경색과 비슷해서 구분하기 힘들었기에 이 색을 사용하였다. X2000 열차도 비슷한 시기에 도입되었다. 최근 SJ AB에서는 Rc 기관차를 검은색으로 다시 도색하고 있다.
Rc 기관차 재도색은 검수와 맞물려서 진행된다. 여객 열차를 견인하는 기관차에 신도색을 우선 적용하였기 때문에, 2001년 SJ와 그린 카고가 나뉘었을 때에는 주황색의 원래 도색을 한 차량이 그린 카고로 나뉘기도 하였다. 이후 그린 카고는 녹색을 바탕으로 한 독자 도색을 다시 칠하기 시작하였다. 2006년 스웨덴 철도 150주년을 맞으면서 일부 Rc 기관차를 도입 당시 주황색으로 칠하였고, 여러 철도 동호인들의 관심을 모았다.
철도 시장 자유화 이후 진입한 다른 사업자들은 여러 다양한 도색을 도입하였다. SSRT 소유 Rc 기관차는 회색과 빨간색을 사용한 자체 도색이 칠해져 있고, SSRT 소유 객차에도 비슷한 도색이 칠해져 있다. 톡콤파니에트 소유 기관차는 붉은 빨간색으로 칠해져 있다.

### 임시 도색
1980년대 Rc5 1377호 기관차는 이후 사용할 X2000 및 기관차 신도색을 시범적으로 적용받았다.
2006년 일부 Rc6 기관차는 X40 및 X2000의 신도색과 비슷한 회색으로 칠해졌다. 기관차 중 2량에는 여름 한정 운행하는 록 열차를 위하여 ROCK이라는 글씨가 측면부에 도색되어 있다. 2006년 가을 SJ 소유 Rc 기관차를 검은색으로 다시 칠하면서 회색 기관차를 모두 검은색으로 바꾸었다. 일부 기관차는 래핑이 적용되어 있다.

## 같이 보기
- SJ Ra/SJ Rb
- EMD AEM-7